# Campamento (kommun i Honduras, Departamento de Olancho, lat 14,57, long -86,63)
Campamento är en kommun i Honduras.   Den ligger i departementet Departamento de Olancho, i den centrala delen av landet, 80 km nordost om huvudstaden Tegucigalpa. Antalet invånare är 14 774.